# Woord van het jaar
Het Woord van het jaar verwijst naar een nieuw woord dat met behulp van een verkiezing wordt uitgekozen als het kenmerkendste of belangrijkste woord dat de gebeurtenissen van een jaar karakteriseert.
De eerste Nederlandse verkiezing voor Woord van het jaar is in 2003 opgezet door Koen Gubbels van vertaalbureau The Language Lab in Amsterdam. De Nederlandse versie werd geïnspireerd door al bestaande Amerikaanse verkiezingen als de Word of the year-verkiezing van de American Dialect Soceity en Merriam-Webster's Words of the Year. De bedoeling was aan de hand van neologismen of oude woorden die ineens weer in zwang raakten een beeld te geven van gebeurtenissen die hun stempel drukten op een bepaald jaar. De website maakte gebruik van user-generated content, waarbij gebruikers zelf woorden konden nomineren.
In juni 2006 besloot de redactie van The Language Lab door financiële en organisatorische redenen de website op te heffen, waarna in 2007 Van Dale in samenwerking met dagblad De Pers en het Genootschap Onze Taal de verkiezing overnamen. Voor die verkiezing werd er een voorselectie werd gemaakt van de genomineerde woorden waaruit door sitebezoekers een favoriet werd gekozen.
Sinds de editie van 2010 werden de uitslagen voortaan gescheiden in een Nederlands en in een Vlaams deel, werd de uitslag beperkt tot drie woorden en kon er ook worden gestemd in verschillende categorieën. In 2018 besloot Van Dale om te stoppen met de nevencategorieën en de verkiezing te beperken tot een algemene uitslag van drie woorden.

## Verkiezingsuitslagen The Language Lab: Woord van het jaar (2003-2005)

### Uitslag 2003
De eerste verkiezing Woord van het Jaar leverde de volgende eindlijst op:
1. gamen
2. beurtbalkje
3. googelen
4. adoptiekip
5. vleesverlater
6. spammen
7. opleuken
8. kutmarokkaan
9. e-war
10. hobbykip

Het winnende woord was gamen. Het woord op de tweede plaats, beurtbalkje, was de kandidaat van actiegroep Over de balk die het woord in de Grote Van Dale probeerde te krijgen. Het woord kutmarokkaan stamde af van Rob Oudkerk die het tijdens de avond van de gemeenteraadsverkiezingen van 2002 gebruikte. Tussen alle nominaties zaten veel woorden die te maken hadden met de invasie van Irak, zoals e-war, shock-and-awe en bomschoenterrorist.

### Uitslag 2004
In 2004 werd er geen eindlijst samengesteld in verband met manipulatie van de stemresultaten door verschillende campagnes van internetfora. De directe aanleiding voor het besluit kwam door het massaal stemmen op het woord braatolizer door gebruikers van het internetforum Retecool.com.
De GeenStijl-forumcommunity nomineerde en stemde in het eerste geval op het woord fotofuck. Toen het woord op de zwarte lijst werd gezet door de redactie van The Language Lab begonnen de gebruikers van GeenStijl alternatieve spelwijzen van het woord (photofuck, photophuck, photophuk enz.) te nomineren, wat er toe leidde dat ook al deze woorden werden uitgesloten. Uiteindelijk liet de redactie toch het woord feauteaufuck toe. Het woord bleef nog enkele jaren in zwang binnen de GeenStijl-community.
Om de internetfora tegemoet te komen had de Woord van het Jaar-redactie al in 2003 een zustersite opgezet, namelijk vetste.woordvanhetjaar.nl. De website fungeerde als uitlaatklep voor gebruikers die alsnog wilden stemmen op een woord dat op de zwarte lijst was gezet op de hoofdsite. Het woord haiduc voerde daar in 2004 de einduitslag aan, vlak voor braatolizer.

### Uitslag 2005
Voor de verkiezing van 2005 werden er strengere eisen gesteld zodat een kleine groep geen eenzijdige invloed op de stemresultaten kon uitoefenen.
1. genverbrander
2. bandstemmen
3. moslimmoeheid
4. tsunami
5. hangouderen
6. goededoelgevoel
7. troetelmarokkaan
8. rakeling
9. Livestrong
10. chasse patate

Het winnende woord genverbrander was geïntroduceerd door medium Robbert van den Broeke. Hij had het woord in zijn televisieprogramma Er is zoveel meer foutief gebruikt doordat hij het van een genealogische website had gehaald. Ook scoorde het woord tsunami hoog door de verwoestende tsunami die ontstond na de Indische zeebeving van 2004. Het woord troetelmarokkaan verwijst naar een knuffel tussen rapper Ali B en voormalig koningin Beatrix.

## Verkiezingsuitslag Van Dale: Woord van het jaar Nederland (2007-heden)

### Uitslag 2007
1. bokitoproof
2. comadrinken
3. klimaatneutraal
4. slurptaks
5. lokhomo
6. wilfen
7. formatiemoeheid
8. zelfbedieningskapitalisme
9. reltoerist
10. opacriminaliteit

De winnaar in 2007 was het woord 'bokitoproof'. Het verwees naar een incident in Diergaarde Blijdorp, waar op 18 mei 2007 de gorilla Bokito uit zijn verblijf ontsnapte en vervolgens een bezoekster zwaar verwondde. Nadat de dierentuin het apenverblijf had aangepast werd deze door velen 'bokitoproof' verklaard. Het woord ontwikkelde zich daarna verder tot een metafoor voor vandalismebestendigheid, van bijvoorbeeld straatmeubilair, in het algemeen.

### Uitslag 2008
1. swaffelen (57%)
2. Wiiën (12%)
3. bankendomino (6%)
4. gastroseksueel (5%)
5. smirten (5%)
6. hufterindex (4%)
7. duyvendakken (3%)
8. horroropa (2%)
9. slaaprijden (2%)
10. zweef-tv (2%)

De ruime winnaar van 2008 was het woord swaffelen met 57% van de stemmen. Het woord kreeg veel media-aandacht toen een Nederlandse student een video op YouTube zette waarin hij de Taj Mahal aantikte met zijn geslachtsdeel. De GeenStijl-community wist opnieuw met een campagne de verkiezing te beïnvloeden en waren er veel kijkers van het BNN-televisieprogramma Spuiten en Slikken die op het woord gestemd hadden doordat het programma een nationale 'swaffeldag' had aangekondigd. Het tweede woord, Wiiën, behaalde 12% van de stemmen, gevolgd door bankendomino, dat 6% haalde.
Er laaide in 2008 discussie op over de onwenselijkheid van vlakke begrippen in de verkiezing die voornamelijk door jonger publiek worden gebruikt. Met name columnisten in Elsevier en NRC Handelsblad leverden hier kritiek op. Jan Kuitenbrouwer stelde in een reactie in de NRC dat kredietcrisis het woord van 2008 was en dat door de keuzevoorkeur van platte taaluitingen door Van Dale, mede ten gevolge door het gebruik van een internetverkiezing, de uitkomst swaffelen werd.

### Uitslag 2009
1. ontvrienden (19%)
2. Mexicaanse griep (18%)
3. hypotheekleed (15%)
4. oeps-gebied (12%)
5. Tomtomburger (9%)
6. griepcommissaris (9%)
7. zeilmeisje (7%)
8. recessionista (6%)
9. Twitterazzo (4%)
10. spuugkit (1%)

Bij de internetverkiezing van 2009 werd 'ontvrienden', het dumpen van virtuele vrienden door ze te schrappen uit vriendenlijstjes op sociale media, met 19% van de stemmen de winnaar en bleef daarmee net voor ‘Mexicaanse griep’, een virus dat in 2009 een pandemie veroorzaakte, met 18%. 'Hypotheekleed' eindigde op de derde plaats met 15%.

### Uitslag 2010
Algemene verkiezing:
1. gedoogregering (21%)
2. daggeren (19%)
3. bestuursobesitas (15%)

| Jongerentaal                         | Lifestyle                            | Sport/Amusement                                  | Economie                                          | Politiek                                            |
| 1. pino 2. chillaxen 3. balkonduiker | 1. pinger 2. cougar 3. dakevangelist | 1. dr. Bibberregel 2. oranjebabe 3. horrortackle | 1. obesitaks 2. knoflookcrisis 3. siësta-economie | 1. kamikazekabinet 2. abklinken 3. bestuursobesitas |

Het woord gedoogregering, oftewel een minderheidsregering die voor besluitvorming op bepaalde beleidsterreinen gesteund wordt door een gedoogpartij, werd gekozen tot woord van het jaar 2010. Het woord verwijst naar Kabinet-Rutte I, dat gedoogsteun kreeg van de PVV. Op plek twee stond daggeren, verwijzend naar een erotische dans die was te zien in de realityserie Oh Oh Cherso. Ook het woord 'pino' verwees naar de serie.

### Uitslag 2011
Algemene Verkiezing:
1. tuigdorp (43%)
2. caviapolitie (16%)
3. occupyer (9%)

| Jongerentaal                        | Lifestyle                                      | Sport/Amusement                          | Economie                                           | Politiek                                       |
| 1. planking 2. soggen 3. lokprofiel | 1. vleeshufter 2. plaswinkel 3. wellnesssafari | 1. wordfeuden 2. snikkelgoal 3. lustbaby | 1. buffettbelasting 2. crisispapier 3. big bazooka | 1. bedrijfspoedel 2. polentaks 3. halbeheffing |

In 2011 won het woord tuigdorp met 43% van de stemmen en verwijst naar een uitspraak van Geert Wilders. Wilders vond dat veelplegers moesten worden verbannen naar 'tuigdorpen', waar ze geïsoleerd zouden leven van de samenleving. Op de tweede plek stond 'caviapolitie' met 16% van de stemmen, gevolgd door 'occupyer' met 9%.
Het woord 'vleeshufter' refereert aan een vervalst verklaard onderzoek in verband met Diederik Stapel. 'Plaswinkel' werd populair nadat er in de Kalverstraat winkel werd geopend waar bezoekers tegen betaling konden urineren. Het woord 'snikkelgoal' verwijst naar voetballer Sven Kums, die in een voetbalwedstrijd voor FC Utrecht een goal met zijn edele delen maakte.

### Uitslag 2012
Algemene verkiezing:
1. project X-feest (17%)
2. bangalijst (16%)
3. inbrekersrisico (15%)

| Jongerentaal                  | Lifestyle                                         | Sport/Amusement                                | Economie                                                | Politiek                                               |
| 1. whappen 2. yolo 3. trollen | 1. facebookrellen 2. wrijftelefoon 3. cupcakemama | 1. gagnamstijl 2. dopingdomino 3. koefnoentype | 1. onderwaterhypotheek 2. begrotingsravijn 3. geldmoord | 1. weglooppoliticus 2. Kunduzakkoord 3. gluurverhoging |

In Nederland was de winnaar met 17% van de ongeveer 22.000 uitgebrachte stemmen het woord 'project X-feest'. Het woord verwees naar de gebeurtenissen rond Project X Haren, waar op de nacht van 21 tot 22 september 2012 rellen uitbraken toen er duizenden mensen kwamen opdagen na een uitnodiging via Facebook. 'Bangalijst', een lijst met meiden die makkelijk tot seks over te halen zijn, eindigde met 16% op twee. Inbrekersrisico, een term gebruikt door voormalig staatssecretaris Fred Teeven in een reactie op de dood van een inbreker na een vechtpartij met huisbewoners in Diessen eindigde met 15% op drie.

### Uitslag 2013
Zowel in Nederland als in België werd "selfie" (een fotografisch zelfportret, vaak gemaakt met behulp van een smartphone) tot Woord van het Jaar verkozen.
Algemene verkiezing:
1. selfie (32%)
2. socialbesitas (16%)
3. sletvrees (15%)

| Jongerentaal                        | Lifestyle                                        | Sport/Amusement                                      | Economie                                           | Politiek                                                     |
| 1. twerken 2. phubben 3. gameboyrug | 1. scheefwerken 2. Wraakporno 3. christenhipster | 1. koningslied 2. hooliganheffing 3. serieverslaving | 1. bitcoinmiljonair 2. scharrelvrouw 3. cookiemuur | 1. participatiesamenleving 2. asodiplomaat 3. potvisprotocol |

### Uitslag 2014
Algemene verkiezing
1. dagobertducktaks (18%)
2. moestuinsocialisme (15%)
3. stemfie (14%)

| Jongerentaal                                   | Lifestyle                                                 | Sport/Amusement                           | Economie                                         | Politiek                                                |
| 1. aanmodderfakker 2. onesie 3. Facebookvoyeur | 1. vergeetverzoek 2. kledingbibliotheek 3. spornoseksueel | 1. selfiestick 2. loomen 3. talkshowelite | 1. saldosjoemelaar 2. koopkathedraal 3. jubelton | 1. kamikazecoalitie 2. wokakkoord 3. pakkenproletariaat |

Het winnende woord van de algemene verkiezing in 2014 was 'dagobertducktaks', een belasting voor de allerrijksten, met 18% van de stemmen. Het woord werd geïntroduceerd door het bestuur van de FNV en verwijst naar Dagobert Duck, een welvarend stripfiguur uit het stripblad Donald Duck. Op plek twee en drie stonden 'Moestuinsocialisme', oftewel socialisme dat zelfredzaamheid aanmoedigt en 'stemfie', een zelfportret van iemand met een stembiljet.

### Uitslag 2015
Algemene verkiezing:
1. sjoemelsoftware (48%)
2. poortjesspringer (12%)
3. je suis ... (9%)

| Jongerentaal                             | Lifestyle                                         | Sport/Amusement                                 | Economie                                      | Politiek                                            |
| 1. tinderellasyndroom 2. smexy 3. dronie | 1. appnek 2. gezelligheidsgeneratie 3. scheurjurk | 1. vredespianist 2. speeljuweel 3. fitspiration | 1. knutselcontract 2. agreekment 3. uberising | 1. uitgetolereerd 2. stiekemgate 3. migrantenhinder |

Het winnende woord van de verkiezing in 2015 was met ruim 48% van de stemmen het woord 'sjoemelsoftware', dat in het jaar veel media-aandacht kreeg toen bleek dat autofabrikant Volkswagen massaal had gefraudeerd door software in circa 11 miljoen dieselauto’s te installeren om zo de motoren schoner te laten lijken. Het schandaal werd in de media veelal aangeduid met dieselgate of het emissieschandaal.
Op de tweede plaats eindigde poortjesspringer met 12% van de stemmen. Het woord had zijn populariteit te danken had aan het sluiten van de toegangspoortjes op verschillende treinstations van de Nederlandse Spoorwegen. Poortjesspringers springen over het gesloten toegangspoortje van een treinstation heen om zo toch te kunnen zwartrijden. Op de derde plek eindigde met 9% van de stemmen 'je suis …', een slagzin voornamelijk gebruikt als steunbetuiging voor de aanslag op Charlie Hebdo en in het algemeen voor het steunen van de vrijheid van meningsuiting.
Het woord scheurjurk uit de amusementscategorie werd veelvoudig gebruikt om de jurk aan te duiden die zangeres Trijntje Oosterhuis tijdens de repetities van het Eurovisiesongfestival van 2015 droeg.

### Uitslag 2016
Algemene verkiezing
1. treitervlogger (35%)
2. Pokémonterreur (23%)
3. trumpisme (11%)

| Jongerentaal               | Lifestyle                                   | Sport/Amusement                            | Economie                                           | Politiek                                        |
| 1. duimpie 2. dab 3. skeer | 1. samsomseks 2. loedermoeder 3. sluipvlees | 1. hoodvlog 2. losersvlucht 3. digibesitas | 1. kwakkelbank 2. flexverslaving 3. twijfeltrucker | 1. pietenpact 2. Randstadpolitiek 3. apptivisme |

In Nederland werd 'treitervlogger' in 2016 met 35% van de stemmen tot woord van het jaar verkozen. Een treitervlogger is iemand die videoblogs maakt over het treitergedrag van zichzelf en zijn vrienden en deze vlogs op het internet publiceert, wat op zijn beurt bijkomende hinder meebrengt. Het woord kwam in september van 2016 veelal negatief in het nieuws doordat een groep jongeren in de wijk Poelenburg overlast veroorzaakten, waarna vlogger Ismail Ilgun de beelden ervan op YouTube zette.
'Pokémonterreur', op de tweede plek, kwam voort uit de nadelige gevolgen die Pokémon GO-spelers in Nederland en in andere landen veroorzaakten doordat zij niet goed uitkeken in het verkeer of nalatig waren voor de omgeving. Vooral de wijk Kijkduin werd overspoeld met spelers die veel rommel achterlieten en door het beschermde duingebied liepen.

### Uitslag 2017
Algemene verkiezing:
1. appongeluk (20%)
2. fipronilei (14%)
3. regenboogtaal (13%)

| Jongerentaal                                  | Lifestyle                                   | Sport/Amusement                                     | Economie                                       | Politiek                                                |
| 1. fidgetspinner 2. pixelrelatie 3. abuselfie | 1. tuintegeltaks 2. spijtseks 3. zooikoorts | 1. rolkoffertoerisme 2. instaslet 3. netflixisering | 1. aflosboete 2. kruimelpensioen 3. brexitbuit | 1. terreurschwalbe 2. duominister 3. volksliedpopulisme |

In Nederland werd 'appongeluk' tot woord van het jaar verkozen. Een 'appongeluk' is een verkeersongeluk waarbij ten minste één deelnemer betrokken is die tijdens het ongeval aan het 'appen' was, oftewel het sturen en/of ontvangen van berichten op een smartphone.
Fipronilei was de aanduiding voor een ei dat de giftige stof fipronil bevatte, ten gevolge van de fipronilcrisis. Het woord regenboogtaal, een synoniem voor genderneutraal taalgebruik, kreeg in juli 2017 veel media-aandacht nadat de NS bekend maakte om reizigers voortaan met "beste reizigers" aan te spreken in plaats van met "dames en heren".

### Uitslag 2018
1. blokkeerfries (55,4%)
2. yogasnuiver (7,7%)
3. mangomoment (4,7%)

'Blokkeerfries' was de winnaar van Woord van het Jaar 2018 met een ruime 55,4% van de stemmen. Het verwijst naar de gebeurtenis waarbij Friezen de A7 blokkeerden waardoor bussen met demonstranten van Kick Out Zwarte Piet niet direct de Sinterklaasintocht konden bereiken, die op dat moment in Dokkum bezig was.
Op de tweede plaats stond 'yogasnuiver', een term die politicus Bart De Wever gebruikte om personen aan te duiden die door de week verantwoord leven maar in het uitgaansleven partydrugs, waaronder cocaïne, gebruiken en op die manier het criminele circuit in stand houden. 'Mangomoment' is de betekenis voor een geluksmoment dat wordt opgewekt door een klein gebaar bij een patiënt. De term komt uit een aflevering van Via Annemie, waar journalist Annemie Struyf een ernstig zieke patiënt een geluksmoment bezorgt door een mango te geven.

### Uitslag 2019
1. boomer (41,8%)
2. klimaatspijbelaar (14,2%)
3. klimaatdrammer (9,6%)

De verkiezingen voor de Woord van het jaar stonden in 2019 in Nederland vooral in het thema van klimaatverandering, vooral doordat het kabinet in het jaar het klimaatakkoord presenteerde en er veel massale protesten waren om meer aandacht te eisen voor het klimaat.
Het woord 'boomer' won in 2019 met 41,8% van de stemmen. Het is een pejoratief dat gebruikt wordt om babyboomers te benadrukken op hun conservatieve gedachten of ouderwetse denkbeelden. Het woord werd vooral populair door de uitspraak "oké boomer", die veel populariteit kreeg toen Nieuw-Zeelands politica Chloë Swarbrick er een collega mee aansprak toen ze werd onderbroken in een debat over klimaatverandering.

### Uitslag 2020
1. anderhalvemetersamenleving (29,8%)
2. fabeltjesfuik (11,0%)
3. viruswappie (10,6%)

In de verkiezingen van 2020 stamden bijna alle van de 20 genomineerde woorden uit de coronacrisis. Het woord 'anderhalvemetersamenleving', een samenleving waar men als maatregel tegen virusverspreiding zich sociaal onthoudt, met name door anderhalve meter afstand te houden, won met 29,8% van de stemmen de verkiezing.
Op de tweede plaats stond 'fabeltjesfuik', dat een online omgeving beschrijft waarin complotaanhangers zich bevinden doordat voorkeursalgoritmen van sociale media de zoekresultaten en aanbevelingen van een aanhanger zodanig aanpassen dat er uiteindelijk alleen nog maar aanbevelingen worden getoond van complottheorieën. Aanhangers zien daardoor alleen nog de bevestigende kant van de theorieën, waardoor ze er in gaan geloven en zo in een parallelle werkelijkheid terecht komen. De term werd populair doordat Arjen Lubach er met zijn televisieprogramma Zondag met Lubach er een groot deel van een aflevering aan besteedde.

### Uitslag 2021
1. prikspijt (82,2%)
2. woonprotest (3,7%)
3. wappiegeluid (3,6%)

'Prikspijt', de spijt die iemand heeft door zich te laten inenten tegen een bepaalde besmettelijke ziekte, werd uitgeroepen tot het Woord van het Jaar 2021. Het woord kreeg 82,2 procent van de stemmen en had daarmee een overweldigende meerderheid, wat aldus Van Dale-hoofdredacteur Ton den Boon komt door een oproep van vaccinatieweigeraars op Twitter om massaal op het woord te stemmen. Den Boon zei dat het woord gekozen is door het volk, maar vond wel dat er afgevraagd kon worden in welke mate het woord het Woord van het Jaar weerspiegelt. Ook vond hij dat het woord de polarisatie in de samenleving tussen gevaccineerden en ongevaccineerden goed duidelijk maakt en dat daarbij het woord ook steeds vaker in de tegenovergestelde betekenis wordt gebruikt, namelijk dat iemand spijt heeft door zich niet te laten inenten.
De verkiezing was volgens Den Boon niet ongeldig door de stemactie, aangezien er geen stemmen waren uitgebracht door bots.

### Uitslag 2022
1. klimaatklever
2. zevenvinker
3. energietoerisme

Zowel in Nederland als in België won het woord 'klimaatklever' de Woord van het jaar-verkiezing van 2022. Het woord refereert naar verschillende voorvallen waarbij klimaatactivisten etenswaren over bekende schilderijen gooiden en zichzelf aan de schilderijen vastlijmden om zo aandacht te vragen voor het klimaat. Bekende betrokken schilderijen van Nederlandse oorsprong zijn onder andere Meisje met de parel en Zonnebloemen. In het buitenland werden door activisten onder meer ook werken van Picasso en Monet beklad.
Op plek twee stond 'zevenvinker', een term die gebruikt wordt om bevoorrechte personen in de samenleving aan te duiden. Figuurlijk staan de vinkjes voor een heteroseksuele blanke man die het vwo en een universitaire opleiding heeft afgerond en die rijke ouders heeft van wie er ten minste één autochtoon is. De term verwijst naar het boek De zeven vinkjes - Hoe mannen zoals ik de baas spelen van Joris Luyendijk dat dit jaar gepubliceerd is.
Op de derde plek stond 'energietoerisme', oftewel het toerisme dat ontstaat doordat het op vakantie gaan naar een warm land voordeliger is dan het betalen van energiekosten in het thuisland.

### Uitslag 2023
1. graaiflatie
2. vreugdebier
3. nepobaby

In België stonden 'graaiflatie' en 'nepobaby' respectievelijk op de eerste en tweede plek. Op de derde plaats eindigde 'pyjamatoerist'.

### Uitslag 2024
Genomineerd waren:
- AI-washing (over kunstmatige intelligentie)
- beknibbelflatie
- burn-outbureaucratie
- comfortwater
- gen Z-stagiair (over generatie Z)
- koeltekloof
- pieperaanval (over de pieper- en walkietalkie-explosies in Libanon in 2024)
- profnar
- sjoemelscooter (over fatbikes)
- transitiespijt

Van Dale Uitgevers besloot de verkiezing in Nederland af te gelasten omdat die volgens de organisatie was "gekaapt door actiegroepen", met name op sociale media. Het ging vooral om de woorden "pieperaanval" (waarbij verwezen werd naar een aanval van Israël op Hezbollah met semafoons ('piepers') die gelijktijdig tot ontploffing waren gebracht), "transitiespijt" (spijt van een genderbevestigende operatie van transgender personen) en "gen Z-stagiair" (jonge stagiairs die voor oudere collega's onbegrijpelijk jargon gebruiken). Volgens Van Dale werden er oproepen geplaatst op sociale media om wel of niet op bepaalde woorden te stemmen, en werd de verkiezing daardoor politiek, wat niet de bedoeling van de verkiezing zou zijn.
Volgens Van Dale was er een "zeer onprettige maatschappelijke discussie" ontstaan. Van Dale koos daarom zelf het woord van het jaar. Dit werd 'polarisatie'. Volgens Van Dale is de keuze voor 'polarisatie' "ook een beetje een statement".
Ook op dit besluit van Van Dale kwam kritiek.

## Verkiezingsuitslag Van Dale: Woord van het jaar België (2010-heden)

### Uitslag 2010
Algemene verkiezing:
1. tentsletje (25%)
2. pedopriester (18%)
3. ontdopen (15%)

| Jongerentaal                                | Lifestyle                        | Sport/Amusement                                | Economie                                                      | Politiek                                               |
| 1. tentsletje 2. kakaboulet 3. ruttentutten | 1. ontdopen 2. cougar 3. ipadden | 1. sportelen 2. nillies 3. octopusvoorspelling | 1. zakgeldfederalisme 2. knoflookcrisis 3. staatsschuldcrisis | 1. tsunamiverkiezing 2. preformateur 3. verduidelijker |

In de eerste Belgische Woord van het Jaar-verkiezing van Van Dale won het woord 'tentsletje', een meisje dat op een festivalterrein seksuele gemeenschap heeft met meerdere mannen in haar tent.

### Uitslag 2011
Algemene verkiezing:
1. stoeproken (16%)
2. frietrevolutie (14%)
3. heen-en-weerkind (13%)

| Jongerentaal                        | Lifestyle                             | Sport/Amusement                     | Economie                                 | Politiek                                                |
| 1. torenpoeper 2. bingelen 3. ownen | 1. stoeproken 2. pippapoep 3. swappen | 1. belspeldel 2. restbank 3. letsen | 1. citroenloopbaan 2. restbank 3. letsen | 1. frietrevolutie 2. obesitasregering 3. vlinderakkoord |

In de Belgische verkiezing van 2011 won 'stoeproken' met 16% van de stemmen. Op de tweede plaats eindigde met 14% van de stemmen het woord 'frietrevolutie', een protestfeest dat België op 17 februari 2011 door voornamelijk studenten werd gehouden doordat België het langste formatierecord ter wereld had verbroken. Tijdens de actie werd er gratis friet uitgedeeld en werden er flashmobs gehouden. Met de protestactie wilden de initiatiefnemers duidelijk maken dat ze de politieke situatie in België beu waren en ze Vlaanderen en Wallonië samen willen houden.
Het winnende woord uit de jongerencategorie, 'torenpoeper', verwijst naar een filmpje dat geüpload was op het internetplatform Skoften.net waarin Ilse Uyttersprot, toenmalig burgemeester van Aalst, te zien was waarin ze seksuele handelingen met haar toenmalige partner verrichtte op een toren in Spanje. Het woord belspeldel was populair doordat in er in januari van 2011 belspellen in Vlaanderen door het televisieprogramma Basta werden ontmaskerd, waarna deze van de Vlaamse televisie werden gehaald.

### Uitslag 2012
Algemene verkiezing:
1. frietchinees (36%)
2. miserietaks (14%)
3. anticoalitie (11%)

| Jongerentaal                  | Lifestyle                                         | Sport/Amusement                              | Economie                                            | Politiek                                                     |
| 1. yolo 2. trollen 3. weblief | 1. wrijftelefoon 2. spiegelvasten 3. zijdecolleté | 1. gagnamstijl 2. betaalpolitie 3. daumscore | 1. sjoemelstroom 2. crisisportemonnee 3. consudelen | 1. foefelakkoord 2. kartelslet 3. zonderwoordenjournalistiek |

In 2012 won in België 'frietchinees', de beschrijving voor een Chinese exploitant van een frietkot. Op plek twee en drie stonden 'miserietaks', oftewel recht dat na een echtscheiding moet worden betaald bij het overkopen van eigendom dat ook op naam van een ex-geliefde stond en anticoalitie, een gevormde coalitie onder politieke partijen waarbij ten minste één partij door de partijen wordt uitgesloten van deelname.

### Uitslag 2013
Algemene verkiezing:
1. selfie (41%)
2. belbos (12%)
3. geefkast (10%)

| Jongerentaal                 | Lifestyle                                    | Sport/Amusement                                   | Economie                                               | Politiek                                             |
| 1. swag 2. phubben 3. batsen | 1. duckface 2. pop-uprestaurant 3. samentuin | 1. wist-je-datje 2. thibauting 3. duiveluitdaging | 1. vrijwilligen 2. herstelregering 3. bitcoinmiljonair | 1. loketjanet 2. Syriëstrijder 3. fantoomprovocateur |

Het winnende woord 'selfie' had ruim 41% van de stemmen. Met 12% van de stemmen stond 'belbos' op de tweede plek, dat verwijst naar een initiatief van de cultuurvereniging Curieus waarbij de opbrengsten van een inzamelactie van het inleveren van oude mobiele telefoons zouden worden gebruikt om bomen aan te schaffen. Op de derde plaats stond geefkast met 10% van de stemmen, dat populair werd doordat het initiatief van het plaatsen van een kast in Antwerpen die de ‘Goed Gezien’-prijs van Radio 2 had gewonnen.

### Uitslag 2014
Algemene verkiezing:
1. flitsmarathon (24%)
2. boterhammentaks (19%)
3. kamikazecoalitie (16%)

| Jongerentaal                         | Lifestyle                                               | Sport/Amusement                         | Economie                                    | Politiek                                                  |
| 1. onesie 2. ragequitten 3. schelfie | 1. overschotdoos 2. ijsemmeruitdaging 3. spornoseksueel | 1. loomen 2. terreurclown 3. spiegelsok | 1. perenboycot 2. brown-out 3. salariswagen | 1. Maggie-effect 2. knuffelmagistraat 3. ebolacoördinator |

De winnaar van de verkiezing in 2014 was 'flitsmarathon', een dag waarop de Belgische politie gedurende een dag intensief flitst, met 24% van de stemmen. Op de tweede en derde plek eindigden boterhammentaks, een vergoeding die wordt betaald voor het toezicht houden van schoolkinderen in de lunchpauze en kamikazecoalitie, een coalitie die gedoemd is te falen met respectievelijk 19% en 16% van de stemmen.

### Uitslag 2015
Algemene verkiezing:
1. kraamkost (28%)
2. sjoemelsoftware (27%)
3. kibbelkabinet (12%)

| Jongerentaal                              | Lifestyle                                           | Sport/Amusement                                                 | Economie                                     | Politiek                                                       |
| 1. tinderellasyndroom 2. smombie 3. smexy | 1. restorestje 2. stoofvlees-frietdag 3. sjoemelvis | 1. pauzeknopreclame 2. internetdiploma 3. ouderdomssimulatiepak | 1. agreekment 2. hospitawonen 3. plasmasteen | 1. bed-bad-broodregeling 2. islamrealisme 3. meeuwenpatrouille |

In 2015 won het woord 'kraamkost', oftewel een maaltijd die een pasbevallen moeder ontvangt. Op plek twee stond sjoemelsoftware en op plek drie eindigde 'kibbelkabinet', een kabinet waarin de leden onderling ruzie maken.

### Uitslag 2016
Algemene verkiezing:
1. samsonseks (43%)
2. betonstop (15%)
3. Pokémonterreur (13%)

| Jongerentaal                      | Lifestyle                                     | Sport/Amusement                                  | Economie                                             | Politiek                                         |
| 1. kotkilo's 2. dab 3. bottleflip | 1. tabletnek 2. ploftelefoon 3. koekoeksgraad | 1. benefietvriend 2. digibesitas 3. bankroetlama | 1. brexitschade 2. kakapipikapitalisme 3. dampwinkel | 1. pietenpact 2. zich trumperen 3. kabbelkabinet |

De verkiezing van 2016 werd gewonnen door 'samsonseks'. Het beschrijft geslachtsgemeenschap onder de ouders terwijl de kinderen televisie kijken, vernoemd naar de televisieserie Samson en Gert.

### Uitslag 2017
Algemene verkiezing;
1. koesterkoffer (55%)
2. fipronilei (9%)
3. metoo-verhaal (8%)

| Jongerentaal                          | Lifestyle                                         | Sport/Amusement                                   | Economie                                          | Politiek                                       |
| 1. framilie 2. fidgetspinner 3. skeer | 1. sugardaddy 2. regenboogtaal 3. bijenrestaurant | 1. magneetvissen 2. rolkoffertoerisme 3. bieryoga | 1. sjoemelsigaret 2. Influencers 3. siliconenfile | 1. alternatief feit 2. islamsafari 3. paaitaks |

In 2017 won in de Belgische verkiezing 'koesterkoffer' met een ruime 55% van de stemmen. Wanneer er een kind overlijdt wordt er een 'koesterkoffer' gemaakt met daarin foto's en voorwerpen om de desbetreffende familie te steunen met het verlies.

### Uitslag 2018
1. moordstrookje (21,2%)
2. mangomoment (21,0%)
3. groeipakket (8,5%)

Het woord 'moordstrookje' won in in de Belgische verkiezingen van 2018 met een klein verschil van 'mangomoment', dat ook in Nederland derde werd. Met een moordstrookje wordt een smal fietspad aangeduid dat vlak langs een autoweg ligt en daardoor erg gevaarlijk is.

### Uitslag 2019
1. winkelhieren (33,3%)
2. klimaatspijbelaar (17,1%)
3. egelwegel (9,1%)

'Winkelhieren' was de winnaar van de Belgische Woord van het Jaar-verkiezing van 2019, met 33,3% van de stemmen. Het is een synoniem voor het lokaal aanschaffen van producten bij winkels en bedrijven. Op de derde plek stond 'egelwegel', wat een doorgang voor egels tussen twee tuinen beschrijft.

### Uitslag 2020
1. knuffelcontact (53,3%)
2. covidioot (8,7%)
3. hoestschaamte (7,3%)

Het winnende woord van 2020 was met een ruime 53,3% 'knuffelcontact'. Een 'knuffelcontact' is de benaming voor een persoon waarmee iemand niet samenwoont, maar wel nauw fysiek contact mag hebben. Het woord werd voor het eerst gebruikt door minister Frank Vandenbroucke bij de aankondiging van de eerste coronamaatregelen van de regering De-Croo. Het woord werd populair onder de Vlamingen en kreeg door zijn positieve betekenis ook internationale aandacht.
Op plek twee en drie stonden 'covidioot', een negatieve benaming voor een persoon dat uit domheid of opzet de coronamaatregelen negeert en 'hoestschaamte', de schaamte die ontstaat wanneer iemand in het openbaar hoest en daardoor gevoel krijgt dat anderen dat kwalijk nemen omdat diegene infectieziekten zou kunnen verspreiden.

### Uitslag 2021
1. knaldrang (37,2%)
2. tegelwippen (15,9%)
3. boosterprik (10,7%)

In 2021 won 'knaldrang' met 37,2% van de stemmen de verkiezingen van 2021. Het beschrijft een groot verlangen om 'knallen', oftewel om helemaal uit de bol te gaan. 'Tegelwippen' eindigde op plek twee en is het vervangen van tegels in een tuin door planten. Op plek drie eindigde 'boosterprik', een vervolginenting om de immuniteit tegen een besmettelijke ziekte te versterken.

### Uitslag 2022
1. klimaatklever
2. concentratiecrisis
3. energietoerisme

Net zoals in Nederland stonden 'klimaatklever' en 'energietoerisme' in België respectievelijk op de eerste en derde plek. Op de tweede plaats eindigde 'concentratiecrisis', vaak ook 'aandachtscrisis' genoemd, dat het maatschappelijke probleem omschrijft waarbij steeds meer mensen moeite hebben om zich langdurig te concentreren, mede door de constante prikkeling van sociale media en een hogere werkdruk.

### Uitslag 2023
1. graaiflatie
2. nepobaby
3. pyjamatoerist

In Nederland stonden 'graaiflatie' en 'nepobaby' in België respectievelijk op de eerste en derde plek. Op de tweede plaats eindigde 'vreugdebier'.

### Uitslag 2024[84]
1. hangmatbeleggen
2. voorkauwgeneratie
3. klimaatarts

## Woord van het jaar van het Genootschap Onze Taal
- 2009: twitteren. Het woord werd gekozen tijdens het Onze Taalcongres, dat op 21 november in Utrecht werd gehouden. Het genootschap wilde in 2010 geen internetverkiezing, omdat die door actiegroepen kan worden beïnvloed. Twitteren won het van kopvoddentaks, vaccinatieangst en vuvuzela.[85]
- 2010: gedoogsteun
- 2011: weigerambtenaar
- 2012: plofkip, een kip die in korte tijd zodanig wordt vetgemest dat die niet meer op haar poten kan staan. In de top drie staan verder nog de woorden "appen" en "pandapunt".[86]
- 2013: participatiesamenleving
- 2014: rampvlucht, vanwege de crash van Malaysia Airlines-vlucht 17
- 2015: sjoemelsoftware
- 2016: brexit
- 2017: plofklas, een overvolle klas met te veel leerlingen
- 2018: laadpaalklever, de bezitter van een elektrische auto die onnodig lang een plek bij een laadpaal bezet houdt.
- 2019: -schaamte als achtervoegsel, zoals bij 'vliegschaamte', 'babyschaamte', 'bezorgschaamte' en 'vleesschaamte'.
- 2020: anderhalvemetersamenleving.
- 2021: wappie. [87]
- 2022: energiearmoede[88]
- 2023: graaiflatie[89]